# بوب ودروف
بوب ودروف (بالإنجليزية: Bob Woodruff)‏ هو لاعب كرة قدم أمريكية أمريكي، ولد في 14 مارس 1916 في أثينا في الولايات المتحدة، وتوفي في 1 نوفمبر 2001.